# طائرة أجرة
طائرة أجرة هو طيران عارض يقدّم رحلات جوية أو طائرات شحن حسب الطلب.

## التنظيم
في الولايات المتحدة، تخضع طائرة الأجرة والعمليات الجوية تحت الجزء رقم 135 من لوائح الطيران الفيدرالي، اما شركات الطيران موجودة تحت الجزء رقم 121 من لوائح الطيران الفِدرالي، وتحكمها معايير أكثر تشددا.

## انظر ايضًا
- طيران عام